# Liolaemus pseudoanomalus
Liolaemus pseudoanomalus este o specie de șopârle din genul Liolaemus, familia Tropiduridae, descrisă de Burmeister 1861. Conform Catalogue of Life specia Liolaemus pseudoanomalus nu are subspecii cunoscute.